# منتخب بولندا لكرة الأرض للسيدات
منتخب بولندا الوطني لكرة الأرض للسيدات، هو ممثل بولندا الرسمي في المنافسات الدولية في كرة الأرض للسيدات.
احتل الفريق المركز الرابع في المجموعة B في بطولة العالم للسيدات لعام 2001 التي أقيمت في ريجا، لاتفيا. وفي بطولة العالم للسيدات 2003 في ألمانيا، احتل الفريق المركز الثاني في المجموعة B، وفي بطولة العالم للسيدات لعام 2007 في فغيدريكسهاون، الدنمارك، احتل الفريق المركز الأول في المجموعة B.